# CPI Europe
Die CPI Europe AG (ehemals Immofinanz AG) ist ein Immobilienunternehmen mit Sitz in Wien, Österreich. Das Unternehmen ist auf die Segmente Büro und Einzelhandel fokussiert und in den Märkten Österreich, Deutschland, Tschechien, Slowakei, Ungarn, Rumänien, Polen und in der Adria-Region aktiv. Zum Stichtag 31. Dezember 2024 liegt das verwaltete Immobilienvermögen bei rund 8,04 Mrd. Euro, das sich auf 417 Objekte verteilt. Das Unternehmen ist an den Börsen Wien und Warschau gelistet.

## Geschichte

Immofinanz-Logo bis 2025

Im Jahr 1990 gründeten die Constantia Privatbank und das Bankhaus Schoeller & Co die Firma C&S Immobilien Anlagen AG, die im Jahr 1991 an die Börse gebracht wurde. Nach dem Rückzug des Bankhauses Schoeller (1994) wurde die Firma C&S Immobilien Anlagen AG in Immofinanz Immobilien Anlagen AG umbenannt.
1997 erwarb die Gesellschaft den Business Park Vienna, wo der Vienna Twin Tower gebaut wurde. Im Jahr 2000 übernahm die Immofinanz alle Anteile an der Wipark Garagen AG und ein Jahr später (2001) wurde der City Tower Vienna und Apartments in Houston erworben.
Das regionale Segment Immoeast wurde aufgebaut und in Ungarn erfolgte die erste Auslandsinvestition. Im Dezember 2003 erfolgte der Börsengang der Immoeast Immobilien Anlagen AG.
Im Herbst 2004 wurde die BUWOG mit rund 20.000 Wohnungen und eine Mehrheit an der ESG Villach erworben.
Im Geschäftsjahr 2004/05 erfolgte der Markteintritt in Rumänien, Russland und der Slowakei. Gleichzeitig wurde das 2001 begonnene Engagement in den USA beendet.
2005/2006 wurde in Italien ein Portfolio mit 440 Objekten erworben, das komplett an den italienischen Staat vermietet wird.
Im Juni 2008 wurde die Immobiliensparte der Constantia Privatbank gekauft. Dabei wurden 40 % direkt und 60 % über die Tochtergesellschaft Immoeast erworben. Dadurch wurde das Management der Gesellschaft internalisiert.
Im Zuge der Finanzkrise des Jahres 2008 hat Immofinanz im Laufe eines Jahres mehr als 95 % ihrer Marktkapitalisierung eingebüßt und es wurde ein Vorsteuerverlust von rund 2,65 Mrd. Euro verbucht. Im September wurde ein Liquiditätsbedarf von annähernd 500 Millionen Euro bekannt, dessen Finanzierung nicht gesichert war. Im Oktober wurde Konzernchef Karl Petrikovics durch den früheren Austrian-Airlines-Finanzchef Thomas Kleibl abgelöst. Gegen den ehemaligen Vorstand Karl Petrikovics wurde bei der Staatsanwaltschaft Wien ein Strafverfahren eingeleitet. Petrikovics wurde zu sechs Jahren Haft, der Aufsichtsratsvorsitzende Schwager zu viereinhalb Jahren verurteilt. Die Urteile wurden mit Oktober 2015 rechtskräftig.
Mit Wirkung zum 1. März 2009 wurde die Immoaustria an die Immoeast verkauft. Im April 2009 wurde die Wipark Garagen AG an eine Tochter der Wiener Stadtwerke verkauft.
Am 29. April 2010 wurde die Immofinanz mit der Immoeast zur Immofinanz Group fusioniert.
Laut einem Ranking des Forbes Magazine ist die Immofinanz eines von 11 österreichischen Unternehmen unter den Top 2000 (Platz 1798).
Im April 2014 verselbständigte die Immofinanz ihre Wohnimmobilientochter BUWOG durch Abspaltung von 51 % der Anteile. Der deutsche Wohnkonzern Vonovia übernahm 2018 die Buwog.
Im Mai 2015 wurde Oliver Schumy neuer Vorstandsvorsitzender der Immofinanz. Unter ihm erfolgte die Portfoliokonzentration auf die Assetklassen Büro und Einzelhandel. Sämtliche historische Anlegerklagen wurden laut Geschäftsbericht Immofinanz von 2015 außergerichtlich beigelegt.
Im August 2016 wurden rund 26 % der CA Immobilien Anlagen AG übernommen und sollten mit der Immofinanz zu einem der größten gewerblichen Immobilienkonzerne in Kontinentaleuropa verschmolzen werden. Die Verschmelzung wurde jedoch aufgegeben und im Juli 2018 wurde die Beteiligung zur Gänze verkauft.
Im Dezember 2016 haben Vorstand und Aufsichtsrat beschlossen, das russische Einzelhandelsportfolio abzugeben. Mit dem Verkauf dieses Portfolios an die Fort Group erfolgte 2017 der Marktaustritt der Immofinanz aus Russland.
Im März 2020 schied CEO Oliver Schumy als Vorstandsmitglied aus und im April 2020 wird Ronny Pecik mit Wirkung ab 4. Mai als Vorstandsmitglied und CEO für drei Jahre bestellt.
Im Juni 2020 wurde eine Kapitalerhöhung in der Höhe von rund 356 Millionen Euro durchgeführt. Während die Immofinanz die Kapitalerhöhung als Investition in die Zukunft und als eine „Stärkung der Kapitalbasis im Umfeld der Corona-Pandemie“ begründete, kritisierte der Interessensverband für Anleger (IVA) die Kapitalerhöhung als eine „nächtliche Ho-Ruck-Aktion“. Die Aktien sollen weit unter ihrem Buchwert ausgegeben worden sein und es hätten institutionelle Anleger und Immofinanz-Chef Ronny Pecik auf Kosten der Kleinanleger profitiert.
Im Juni 2021 trat Ronny Pecik als Vorstandsvorsitzender zurück.
Die CPI Property Group (CPIPG) legte im Jänner 2022 ein antizipatorisches Pflichtangebot an die Aktionäre und an die Inhaber der Wandelanleihe 2017–2024 der Immofinanz. Das Ergebnis der Annahmefrist (12. Jänner bis 23. Februar 2022) wurde am 24. Februar bekanntgegeben. Demnach hielt die CPIPG 55,07 % an der Immofinanz und damit eine kontrollierende Beteiligung. Die gesetzliche dreimonatige Nachfrist für das Angebot endete am 30. Mai 2022. Gemäß Beteiligungsmeldung vom 31. Mai hält die CPIPG seither 76,9 % an der Immofinanz.
Mit 1. Mai 2022 wurde Radka Doehring als Vorstandsmitglied bestellt und übernahm nach dem Ausscheiden von Dietmar Reindl und Stefan Schönauer mit 8. Juni 2022 deren Agenden.[KS1] Am 16. Juni 2023 wurde dann Pavel Měchura zum Mitglied des Vorstands bestellt. Damit setzt sich der Vorstand der Immofinanz aus Radka Doehring und Pavel Měchura zusammen.
Nachdem die Immofinanz im Jahr 2018 rund 26,5 % (19.499.437 Stück Aktien) an der S IMMO erwarb, stockte sie diese Beteiligung Ende Dezember 2022 durch den Ankauf von 17.305.012 S Immo Aktien von der CPIPG auf. Damit erlangte sie eine Mehrheitsbeteiligung an der S IMMO in Höhe von 50 % plus einer Aktie. Vor diesem Hintergrund wurden die Vermögenswerte und Schulden der S Immo ab dem 31. Dezember 2022 in den Konzernabschluss der Immofinanz einbezogen; die Positionen der Gewinn- und Verlustrechnung wurden ab dem 31. März 2023 berücksichtigt.
2024 wurde ein Squeeze-out der Minderheitsaktionäre der S IMMO beschlossen und mit Eintragung in das Firmenbuch per 3. Dezember rechtswirksam. Damit hält CPI Europe nun 100 % der Anteile an der S IMMO AG.
Auf der Hauptversammlung im Jänner 2025 wurde die Umbenennung der Immofinanz AG in CPI Europe AG beschlossen. Wirksamkeit erlangte die Umbenennung am 11. März 2025 mit dem Eintrag ins Firmenbuch.

## Marken

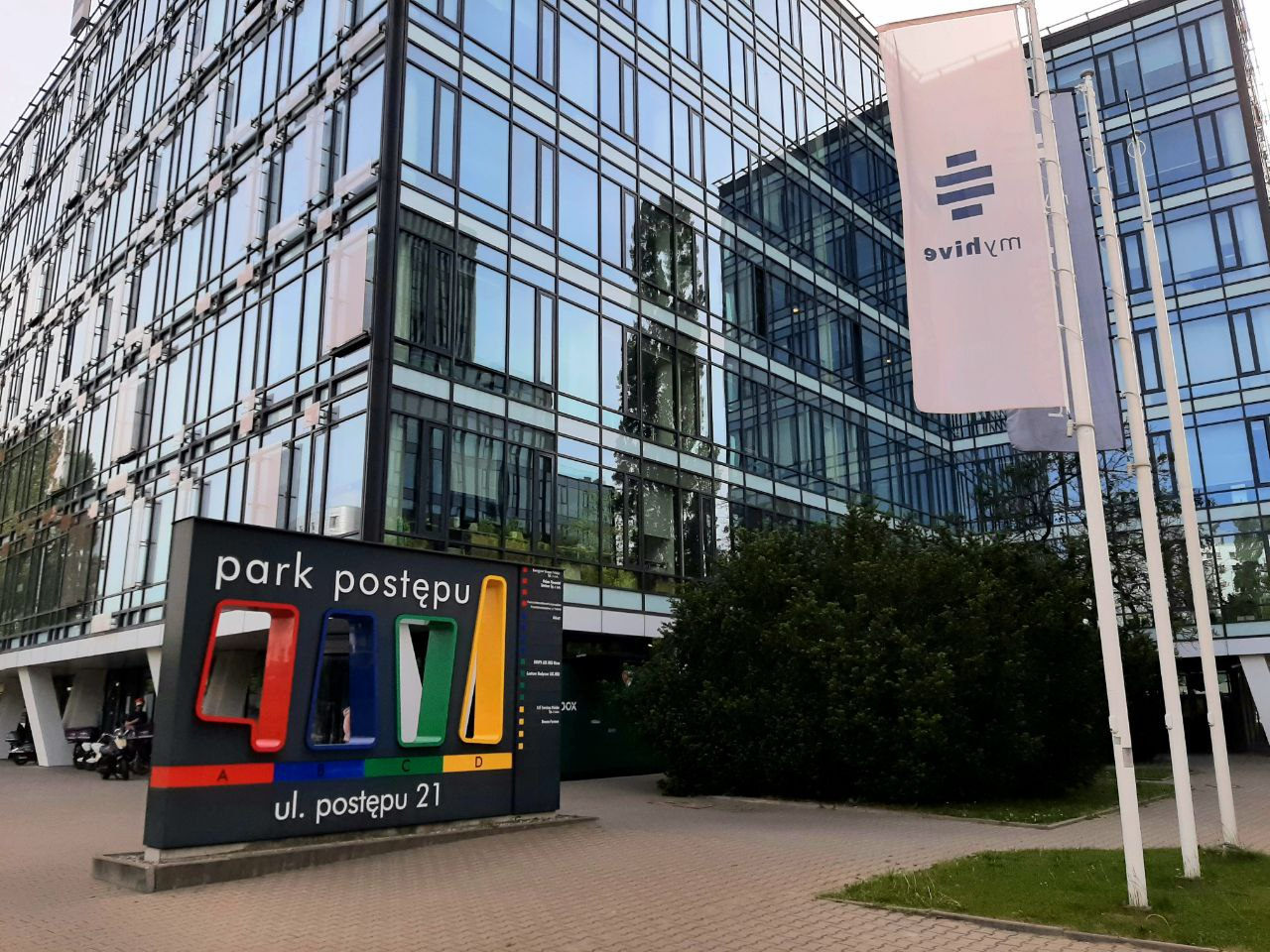
Myhive Park Postępu, Warschau

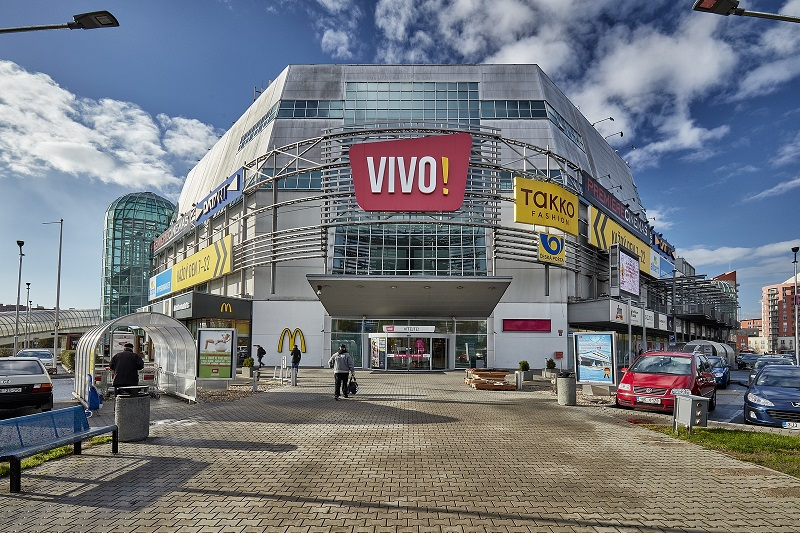
Vivo! Hostivař

Immofinanz betreibt folgende Markennamen:
VIVO! wird seit 2005 für Einkaufszentren in Städten mit einem Einzugsgebiet von mindestens 200.000 Einwohnern eingesetzt. Am 31. Dezember 2024 gab es 10 Standorte in vier Ländern mit einer vermietbaren Fläche von insgesamt rund 312.000 m².
STOP SHOP wird seit 2014 für Retail Parks in Zentral- und Osteuropa mit einem Einzugsgebiet von 30.000 bis 150.000 Einwohnern eingesetzt. Stop Shops bieten eine vermietbare Fläche von ca. 8.000 bis 15.000 m² je Standort. Am 31. Dezember 2024 gab es 115 Standorte in zehn Ländern mit einer vermietbaren Fläche von insgesamt rund 913.000 m².
myhive wird seit 2016 für Bürogebäude in den Hauptstädten Zentral- und Osteuropas eingesetzt. Am 31. Dezember 2024 gab es 27 Standorte mit einer vermietbaren Fläche von insgesamt rund 609.000 m².

## BUWOG-Affäre
Der ehemalige Immofinanz-Chef Karl Petrikovics steht im Verdacht, sich beim Kauf der 60.000 Bundeswohnungen 2004 (siehe BUWOG-Affäre) durch eine Provision von 9,6 Millionen Euro an den PR-Berater Peter Hochegger und den Lobbyisten und Ex-FPÖ-Politiker Walter Meischberger unrechtmäßig Informationen über das Höchstgebot der Konkurrenten verschafft zu haben.
Die Staatsanwaltschaft Wien hat in der Causa bereits einige Verfahren wegen des Verdachts der Untreue eingeleitet, unter anderem gegen den damaligen Finanzminister Karl-Heinz Grasser.
Am 21. Juli 2016 gab die Wirtschafts- und Korruptionsstaatsanwaltschaft bekannt gegen Karl-Heinz Grasser, Peter Hochegger, Walter Meischberger, Ernst Plech und zwölf weitere Personen in den Causae Buwog und Terminal Tower Anklage zu erheben. Im Dezember 2020 wurde das Urteil gefällt: Ex-Finanzminister Karl Heinz Grasser wurde zu acht Jahren Haft verurteilt. Auch die Mitangeklagten Walter Meischberger und Peter Hochegger wurden schuldig gesprochen. Am 25. März 2025 wurden die Schuldsprüche im Wesentlichen vom Obersten Gerichtshof bestätigt, das Strafmaß aber mit Verweis auf die lange Prozessdauer reduziert. Karl-Heinz Grasser wurde zu vier Jahren unbedingt verurteilt, Ex-Lobbyist Walter Meischberger bekam 3,5 Jahre Haft, ebenfalls unbedingt. Ex-Immofinanz-Chef Karl Petrikovics fasste 12 Monate bedingte Haft aus, Hochegger eine Zusatzstrafe von drei Jahren, teilweise bedingt. Karl-Heinz Grasser hat angekündigt, sich an den Europäischen Gerichtshof für Menschenrechte wenden zu wollen.